# Apex Manufacturing Company
Apex Manufacturing Company war ein US-amerikanischer Hersteller von Automobilen.

## Unternehmensgeschichte
Das Unternehmen aus Rochester im US-Bundesstaat New York begann 1899 mit der Entwicklung eines Umlaufmotors. Im März 1900 berichtete eine Zeitung, dass der Motor fast serienreif ist. Im Januar 1901 begann die Produktion von Automobilen. Der Markenname lautete Apex. Im gleichen Jahr endete die Produktion. Insgesamt entstanden nur wenige Fahrzeuge.

## Fahrzeuge
Im Angebot standen Runabouts, Surreys und Lieferwagen.